# Principauté de Galicie-Volhynie
Pour les articles homonymes, voir Volhynie (homonymie).
XIIe siècle – 1352
Entités précédentes :
- Principauté de Galicie
- Principauté de Volhynie

Entités suivantes :
- Royaume de Pologne
- Grand-duché de Lituanie

La principauté (ou royaume) de Galicie-Volhynie (en ruthène Галицко-Волинскоє Королѣвство, en ukrainien : Галицько-Волинське князівство, en polonais : Księstwo halicko-wołyńskie, en russe : Галицко-Волынское княжество, en latin : Regnum Galiciae et Lodomeriae, Regnum Rusiae), appelée aussi Galicie-Volhynie en français ou Rus' de Halytch-Volodymyr, est un État de l'Europe orientale formé par l'union des principautés ruthènes de Galicie et Volhynie (dite aussi Lodomérie) à la fin du XIIe siècle.
À son apogée aux XIIIe et XIVe siècles, elle s'étend du Wieprz à l'Ouest aux deux rivières Boug, septentrionale et méridionale à l'Est, englobant la Ruthénie rouge et la Ruthénie noire ; outre son territoire proprement-dit, elle étend son influence sur ses vassaux : la principauté de Tourov et Pinsk et les duchés valaques de la future Moldavie entre la Pocoutie et la mer Noire,.

## Roman le Grand et l'union des principautés de Galicie et Volhynie
Roman le Grand, prince de Volhynie, de la dynastie des Rurikides, réunit son état à la principauté de Galicie voisine à la fin du XIIe siècle. S'appuyant sur les habitants des villes, sur des boyards dévoués et sur de bonnes relations avec les ducs polonais Piast, Roman le Grand bâtit un État puissant, signe un traité de paix avec la Hongrie et noue des relations diplomatiques avec l'Empire byzantin, avec lequel il commerce par le Sereth, le Pruth, le Danube et le Dniestr. En 1205, Roman le Grand lance une offensive contre la Pologne, mais il est arrêté par les armées de Conrad de Mazovie et de Lech le Blanc. Il est tué en passant la Vistule le 19 juin 1205 lors de la bataille de Zawichost. 
Sa mort est suivie d'une période de troubles dont essaient de profiter la Hongrie et la Pologne, puissances rivales. André II de Hongrie se proclame roi de Galicie-Volhynie (en latin rex Galiciae et Lodomeriae). En 1215, Hongrois et Polonais arrivent à un compromis en vertu duquel la principauté est indépendante avec comme souverain Kálmán, fils du roi de Hongrie André II ; Kálmán épouse Salomé, fille de Lech le Blanc, en 1219.

## Royaume de Galicie-Volhynie

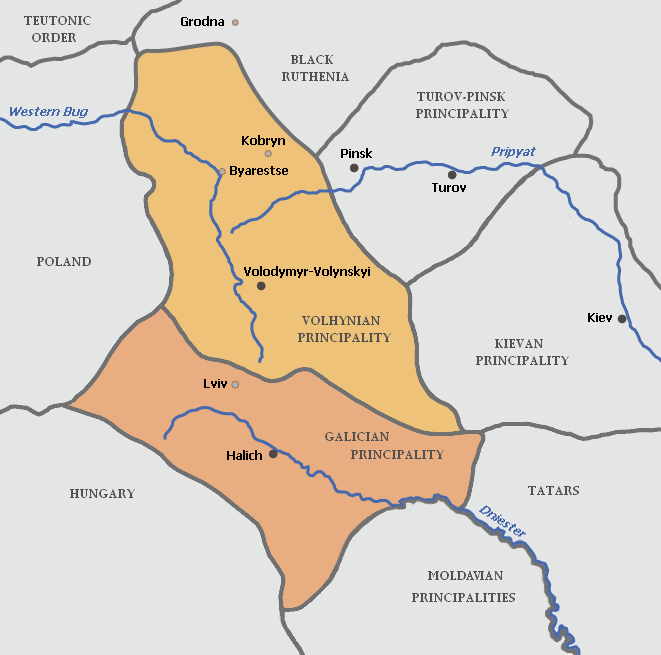
Galicie-Volhynie.

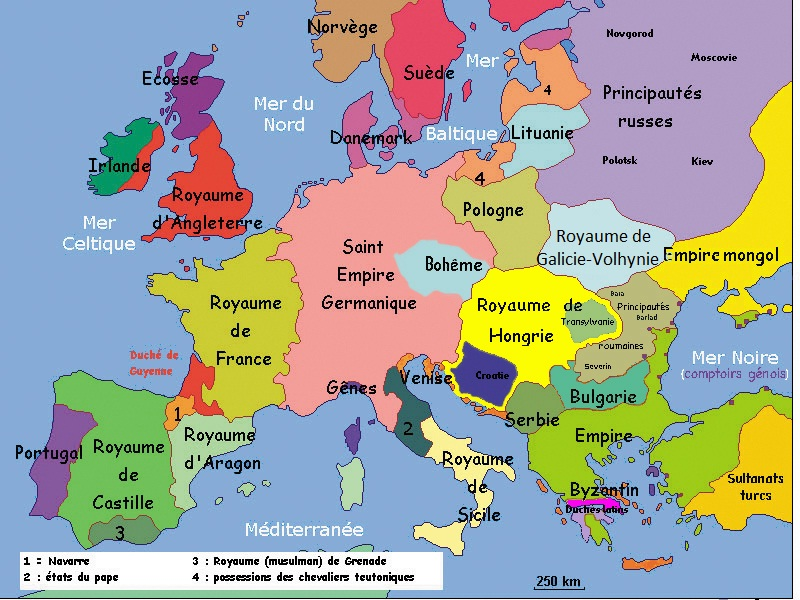
Le royaume de Galicie-Volhynie sur la carte de l'Europe au XIIIe siècle.

En 1221, le prince Mstislav le Hardi chasse la dynastie hongroise, mais c'est Daniel Ier, le fils de Roman le Grand, qui réunifie la Galicie-Volhynie. Il devient vite le plus puissant des princes ruthènes et étend son pouvoir en occupant Kiev. En 1245, il écrase les Polonais et les Hongrois à Jarosław, mais il est contraint de plier devant des Mongols de la Horde d'or dont il essaiera de se libérer. 
Il est couronné premier roi de Galicie-Volhynie en 1253. Pendant son règne, son royaume prospère : il fonde les villes de Chełm (1237), près de Lublin, et de Lviv (dit également Léopol) (1256). L'immigration contribue au développement économique du pays avec l'arrivée des commerçants juifs, arméniens ou grecs et des artisans allemands. Des routes commerciales se développent, reliant la mer Noire à la Pologne, au Saint-Empire et à la mer Baltique. Daniel transfère sa capitale de Halych à Chelm.
Après la mort de Daniel, ses fils Chvarno et Léon (Lev) Ier lui succèdent. Léon transfère la capitale du pays à Lviv en 1272. En 1303, George Ier, fils de Léon obtient du patriarche de Constantinople Athanase Ier la nomination d'un métropolite à Halytch. À sa mort, le pays est gouverné par ses fils André II et George II qui sont tués en 1323 en combattant les Mongols. Leur mort marque la fin du règne des héritiers de Roman le Grand en Galicie-Volhynie. Le dernier souverain de la principauté de Galicie-Volhynie est Boleslas, le neveu de Léon et le fils de Troïdène Ier de Tchersk. Ce dernier meurt empoisonné en 1340. Le pays connaît alors une période d'anarchie qui profite aux influences de la Pologne et de la Hongrie.

## Galicie et Lodomérie polonaises et autrichiennes
De 1349 à 1352, le roi de Pologne Casimir III le Grand et le grand-duc de Lituanie Gediminas s'affrontent pour s'emparer de la principauté de Galicie-Volhynie. En 1352, la Pologne et la Lituanie concluent un accord sur le partage de la Galicie-Volhynie. Casimir III le Grand obtient la Galicie (avec Lviv, Halych, Chełm, Loutsk et Belz), la Podolie et un morceau de la Volhynie. Le reste de la Volhynie et la Podlachie deviennent lituaniennes. Quant aux duchés valaques, ils s'émancipent en formant la principauté de Moldavie en 1359.
À la suite de l'Union de Lublin en 1569, la principauté de Galicie-Volhynie devient polonaise et fait désormais partie de la Pologne-Lituanie. En 1772, l'impératrice Marie-Thérèse d'Autriche, qui est aussi reine de Hongrie, justifie la participation de l'Autriche aux partages de la Pologne par les droits de la Hongrie sur l'ancien royaume de Galicie et Volhynie. Les territoires polonais annexés par l'Autriche prennent le nom officiel du Royaume de Galicie et de Lodomérie, même s'ils n'incluent que l'ancienne Galicie ; la Volhynie restant temporairement polonaise avant de revenir à l'Empire russe.